# Wilde Maus (MACK Rides)
De Wilde Maus is een stalen achtbaanmodellengroep van wildemuis-achtbanen van de Duitse attractiebouwer MACK Rides.

## Versies
Hij heeft een kermisversie die makkelijk demonteerbaar en verplaatsbaar is ("Mobile") en een parkversie met dikkere en stevigere steunpalen die aan de grond zijn vastgeschroefd ("Park"). Desalniettemin zijn er ook heel wat Mobile versies in pretparken terug te vinden.

### Compact Mobile
De eerste versie van de Wilde Maus is de Compact Mobile. Dit is een baan van 370 meter lang en 14 meter hoog. Hij haalt snelheden tot 45 km/u en de tijd dat je in de baan zit voor een ritje duurt ongeveer 1 minuut en 50 seconden. Er zijn standaard 10 wagentjes bij de baan, die elk tot 4 personen kunnen vervoeren, in twee rijen van twee. De theoretische capaciteit per uur ligt op 1120 personen. De baan maakt geen inversies.
Opmerking: op de Compact Mobile bevindt de lifthelling zich meestal aan de rechterkant, maar er bestaat ook een gespiegelde versie waarbij de lift zich aan de linkerkant bevindt. Deze is bijvoorbeeld aan te treffen in Nagashima Spa Land waar er twee Wild Mouse-achtbanen naast elkaar staan met de lifthellingen in het midden. Dit was vroeger ook in Bobbejaanland het geval (Speedy Bob), maar daar is de 'normale' baan verkocht en staat nu alleen nog de gespiegelde.

#### Compact Mobile v2
Dit is een kleine revisie van de Compact Mobile, maar ze wordt aangeboden naast de eerste versie. Het is geen vervanger maar een alternatief. Voordelen zijn onder andere de individuele heupbeugels op de treintjes bij deze baan waardoor er lagere veiligheidseisen nodig zijn (de eerste versie van Compact Mobile rijdt met treinen waar er één grote heupbeugel is voor alle twee de passagiers op een rij). Een andere aanpassing is dat de treintjes niet mechanisch maar magnetisch worden afgeremd. Hiervoor wordt wel een klein offer gedaan: de laatste hobbel in de weg voor het station is hiervoor ook een plat baanstuk gemaakt.
Ook opmerkelijk is dat de gebouwde en bestelde exemplaren tot nu toe (maart 2016) allemaal de lifthelling aan de linkerkant hebben, wat bij het vorige model eerder uitzonderlijk was.

### Compact Park
Dit is in principe ook compleet dezelfde baan met dezelfde eigenschappen als Compact Mobile (even lang, even hoog, even snel), maar dan bedoeld voor pretparken, waar de Compact Mobile eerder voor kermissen is bedoeld. Het verschil is echter dat bij de "Park"-versie veel minder supports (ondersteuningspalen) worden gebruikt, maar ze moeten wel in beton verankerd worden. De Mobile versie kan in principe gewoon los op de grond gezet worden zonder verankerd te zijn. 

### Large Park
Er bestaat ook een grotere variant voor pretparken (met weinig en brede supports voor een permanente opstelling). Deze is iets langer, iets hoger maar beduidend sneller, wat resulteert in een kortere ritduur: 400 meter lang, 15,8 meter hoog en een maximale snelheid van 56,3 kilometer per uur zorgen voor een ritduur van 1 minuut en 30 seconden.

## Voorbeelden
- Speedy Bob in het Belgische Bobbejaanland, een Compact Mobile Wilde Maus
- Tiger Express in het Franse La Mer de Sable (vroeger Flying Dutchman Goldmine in het Nederlandse Walibi Holland), een Compact Park Wilde Maus
- Ghost Chasers in het Duitse Movie Park Germany, een Compact Park Wilde Maus